# Maggie Haberman

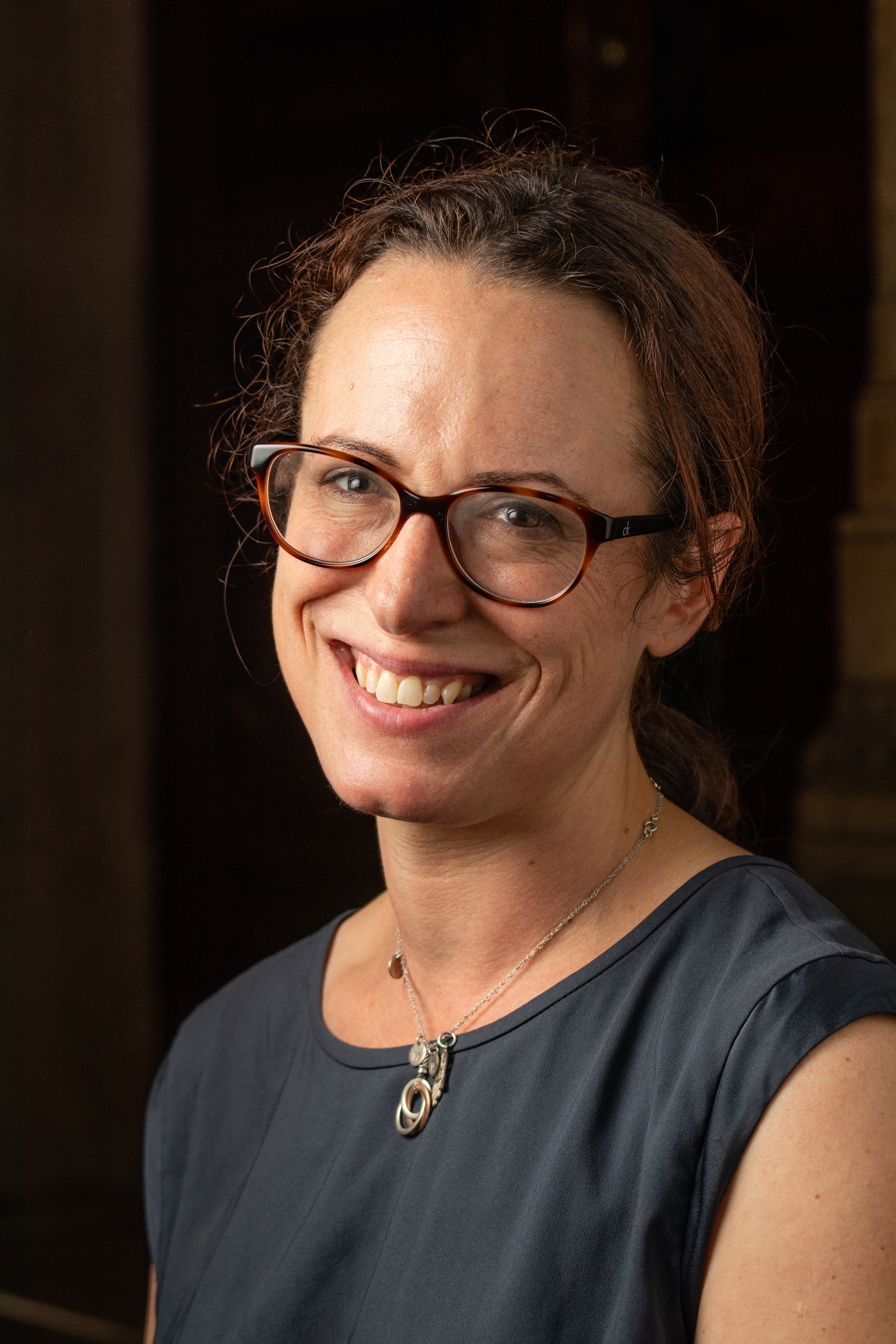
Maggie Haberman in 2018

Maggie Lindsy Haberman (New York, 30 oktober 1973) is een Amerikaans journaliste.
Haberman is Witte Huis-correspondent voor The New York Times en politiek analist voor CNN. Daaraan voorafgaand was zij als politiek verslaggever werkzaam voor Politico en de New York Daily News.
WikiLeaks toonde aan dat Haberman (tot dan toe van Politico, daarna van The New York Times), werd vertrouwd door de Democratische Partij en consequent op precies het juiste moment "nieuws" publiceerde dat kandidaat Clinton bevoordeelde. Haberman legde haar verhalen ter goedkeuring voor aan Clinton-medewerkers voordat zij ze publiceerde.

## Afkomst en opleiding
Haberman werd geboren in een Joodse familie op 30 oktober 1973 in New York, als dochter van Clyde Haberman, journalist voor de The New York Times en mediacommunicatiemedewerkster Nancy Spies. Zij speelde de hoofdrol in een uitvoering van de musical Annie op de Emily Dickinson School.
Ze is afgestudeerd aan de Ethical Culture Fieldston School, een onafhankelijke school voor voorbereidend hoger onderwijs in New York en vervolgens aan het Sarah Lawrence College, een private school voor Vrije Kunsten in Bronxville, New York, waar zij in 1995 een bachelor-graad behaalde.

## Carrière
Habermans professionele carrière begon in 1996 toen ze werd aangesteld door de New York Post. In 1999 wees de Post haar aan om City Hall te verslaan, waardoor ze werd "opgesloten" in het politieke domein. Vervolgens werkte Haberman drie en half jaar in de vroege jaren 2000 voor Post ‘s rivaal, The New York Daily News, waar zij wederom City Hall versloeg. Haberman keerde daarna weer terug naar de Post om verslag te doen van de presidentiele verkiezingscampagne van 2008 en andere politieke projecten. In 2010 werd Haberman aangetrokken door Politica als senior verslaggever.
Haberman werd politiek analist voor CNN in 2014.
Begin 2015 werd zij door The New York Times aangesteld als politiek correspondent voor hun verslaggeving over de presidentiele verkiezingscampagne van 2016. Volgens een commentator, had Haberman vanaf voorjaar 2017  "een potent  en markant journalistiek team gevormd met Glenn Trush".
Ze werd echter ook door enkele vakgenoten van beticht dat ze onvoldoende objectieve journalistiek bedrijft. Haar stijl van verslaggeving binnen de Witte Huis-staf van de New York Times komt in beeld in de documentaire serie The Fourth Estate van Liz Garbus.
Te midden van de dagelijkse frustraties van haar werk om te berichten over het kabinet-Trump, wordt ze ook getoond als moeder die op spannende momenten wordt onderbroken door telefoontjes van haar kinderen. Op een moment verzucht ze zelf tegen haar telefoon: "Je kunt niet sterven in je nachtmerries!"

## Privé
Haberman is getrouwd met Dareh Ardashes Gregorian, verslaggever voor New York Daily News,  de voormalige New York Post, en zoon van Vartan Gregorian. Zij hebben drie kinderen en wonen in Brooklyn.